# منتملین
منتملین (به اسپانیایی: Montemolín) یک شهرستان در اسپانیا است که در استان باداخس واقع شده‌است.